# 堅硬度

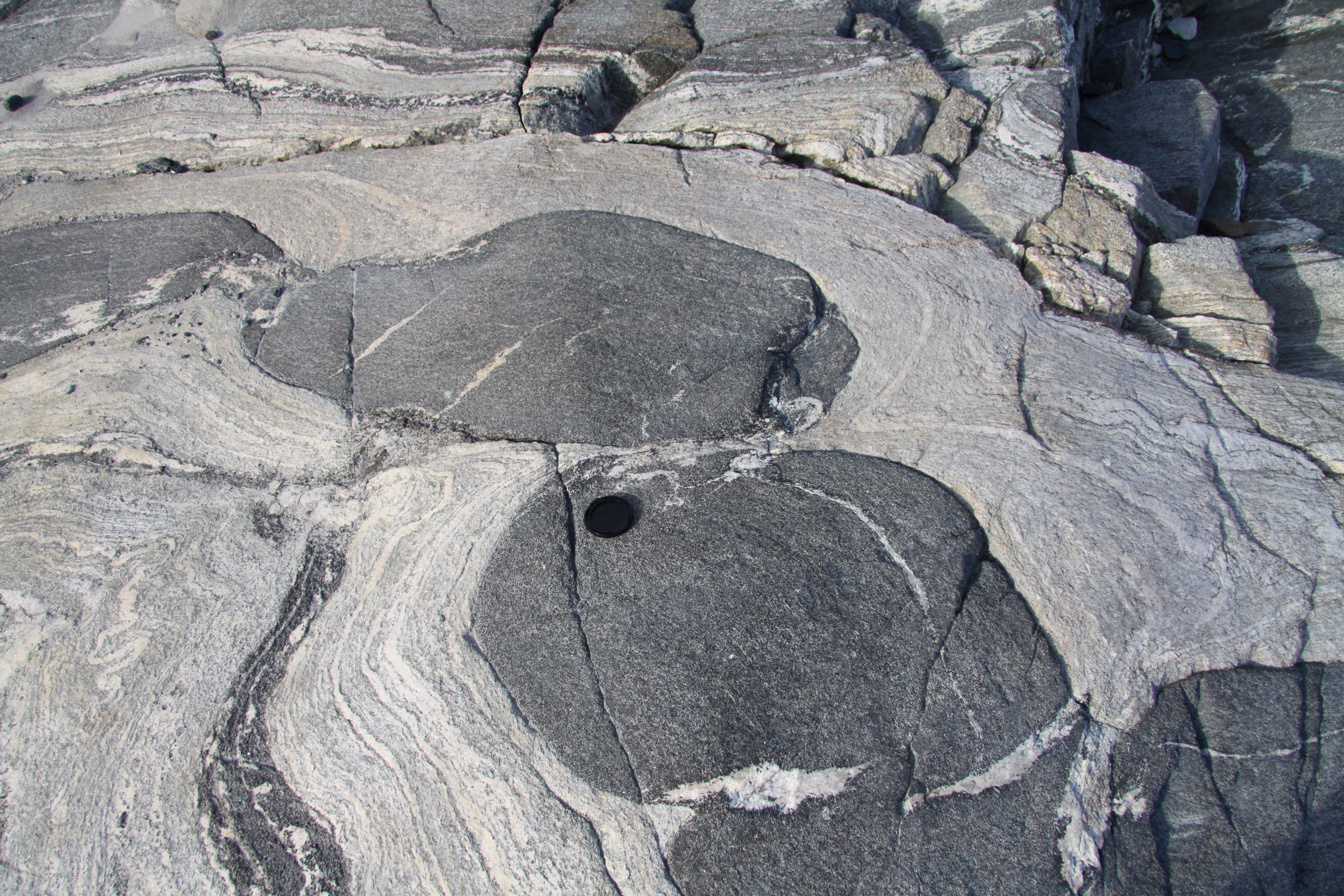
在石英長石片麻岩中的岩香腸， 是由相對堅硬度高的變質基岩片組成

堅硬度是指岩石對變形或流動的抵抗程度。 在採礦中，“堅硬岩石”（competent rocks）是指無需支撐而可以在其中開洞的岩石 。

### 特徵
堅硬的岩石更常出露在地表，往往會形成高地區域和高懸崖，或海岸線上的岬角。非堅硬的岩石往往會形成低地，並且通常很少出露在地表。 在變形過程中，堅硬的岩石傾向於彈性變形包括屈曲或斷層/斷裂，而非堅硬的岩石傾向於塑性變形。 事實上不同岩石之間的“堅硬度對比”（competence contrast）是最重要影響形成結構類型的因素。 岩石的相對堅硬度會隨溫度而變化，例如石灰岩，在低變質環境下，其堅硬度高，但在高變質環境下，其堅硬度變得非常低。

### 岩石類型

#### 未變質或弱變質的沉積岩和火山岩
大多數沉積岩和火山岩序列都具有不同岩性的分層。 當序列受到外力時，序列的變形取決於各個分層的堅硬度，

#### 變質序列
隨著溫度的升高，晶體塑性開始變得更加重要。 當變質加高時，岩石的整體變形就根據組成礦物的各個相對變形能力。